# Рипа-Театина
Рипа-Театина (итал. Ripa Teatina) — коммуна в Италии, расположена в регионе Абруццо, подчиняется административному центру Кьети.
Население составляет 4001 человек, плотность населения составляет 191 чел./км². Занимает площадь 20 км². Почтовый индекс — 66010. Телефонный код — 0871.
Покровительницей коммуны почитается Пресвятая Богородица (Maria SS. del Sudore). Праздник ежегодно празднуется 22 марта.